# Sylvia Lydi
Sylvia Lydi (* 16. Juli 1933 in Basel) ist eine Schweizer Schauspielerin.

## Leben
Die Mutter Sylvia Lydis kam als Österreicherin 20-jährig in die Schweiz und heiratete dort. Lydi selber arbeitete eine Zeit lang in ihrem erlernten Beruf als diplomierte Kosmetikerin, ehe sie sich zur Schauspielerin ausbilden liess. Sie trat an Bühnen in Deutschland, Österreich und der Schweiz auf, unter anderem sah man sie im Kellertheater Winterthur in der Komödie Sprechen wir nicht mehr über den Papst oder im Zürcher Bernhard-Theater in Huusfründe, gemeinsam mit ihren Kolleginnen Trudi Roth und Elisabeth Schnell.
Seit Mitte der 1950er Jahre stand Sylvia Lydi zehn Jahre regelmässig vor der Kamera, danach bis Ende der 1970er Jahre nur noch sporadisch. Grosse Popularität erlangte sie 1966 in der Rolle der Suzy Fast in dem Dreiteiler Die Gentlemen bitten zur Kasse. Schon davor spielte sie in Streifen wie Die unentschuldigte Stunde, Der Page vom Palast-Hotel oder dem Heimatfilm Hubertusjagd.
Sylvia Lydi war zeitweise mit ihrem Schauspielkollegen Hans Jaray verheiratet. 1982 war sie eine Mitbegründerin des Dorftheaters Zumikon im Kanton Zürich, an dem sie in den ersten Jahren auch Regie führte.

## Filmografie
- 1956: Die schlaue Witwe
- 1957: Die unentschuldigte Stunde
- 1958: Der Page vom Palast-Hotel
- 1959: Hubertusjagd
- 1960: Kriminaltango
- 1961: Der erste Frühlingstag
- 1961: Rosen für Marina
- 1961: Quadrille
- 1961: Das Salzburger große Welttheater
- 1962: Bunbusch
- 1962: Julia, du bist zauberhaft
- 1962: Blick über den Zaun
- 1963: Die sanfte Tour – Der Baron und die Schirme
- 1963: Die volle Wahrheit
- 1963: Der Impresario von Smyrna
- 1963: Die Grotte
- 1964: Slim Callaghan greift ein – Unter Mordverdacht
- 1965: Wolken am Himmel
- 1965: Das unverschämte Glück, ein Mann zu sein – Indiskretionen eines Adams von heute
- 1965: Gewagtes Spiel: Wettlauf mit der Zeit
- 1966: Die Gentlemen bitten zur Kasse
- 1966: Ein Mädchen von heute
- 1967: Von null Uhr eins bis Mitternacht – Das Verlobungsgeschenk
- 1967: Landarzt Dr. Brock – Aushilfsschwester Inge
- 1967: Frühling in Baden-Baden
- 1970: Hetzjagd
- 1971: Toni und Veronika – Almfasching
- 1977: Peter Voss, der Millionendieb (Fernsehserie, 2 Folgen)